# Azabache (álbum)
Azabache es el tercer álbum de estudio de la cantante española Marta Sánchez en solitario. Fue publicado el 22 de febrero de 1997 en el mercado latino bajo el sello de Polygram Ibérica y producido por Christian de Walden, Max Di Carlo, Nile Rodgers y Robin Smith. Un año después se lanzó al mercado anglosajón la versión en inglés del álbum titulada One step closer. En España fue Disco de Oro por las 70 000 copias vendidas en tres meses.

## Grabación
La grabación se llevó a cabo en la ciudad de Los Ángeles y Nueva York, divididas en dos parte. En la 1ª parte se grabaron 8 canciones en la ciudad de Los Ángeles, con sus productores habituales, Christian de Walden y Max Di Carlo durante junio y agosto de 1996. En octubre de 1996, la 2ª parte cuatro se grabaron 4 canciones con Nile Rodgers y Robin Smith, con los que trabaja concretamente en la ciudad de Nueva York durante. Con esta producción que contó con la talla de grandes productores, crearon un álbum con un género más anglosajón y mostrando un ambiente más roquero.
Cuando se grabó la versión en inglés del álbum titulada One step closer, solo se grabó 4 termas; One step closer (Moja mi corazón), If I ever lose this heaven (Negro azabache), The game is finally over (El juego ha terminado) y Sexy look. Los temas que terminaron de completar el disco fueron canciones en inglés del álbum "My world" y la balada Vivo por ella a dúo con el tenor italiano Andrea Bocelli que se incluía en el álbum del cantante Romanza.

## Sencillos
De "Azabache" se lanzaron cinco sencillos. En España se lanzaron tres sencillos promocionales. El primer sencillo fue "Moja mi corazón" teniendo gran éxito en España, alcanzando en el mes de junio el puesto número 1 en la lista 40 Principales. El segundo sencillo fue "Negro azabache", que en septiembre de 1997 logró la posición número 21 de los 40 Principales. El tercer sencillo fue "Amor perdido" que se difundió en simultáneo con su mítica colaboración, "Vivo por ella" junto al tenor Andrea Bocelli. 
En toda Latinoamérica "Moja mi corazón" obtuvo una alta difusión. En el mes de junio de 1997 alcanzó el número 1 durante dos semanas consecutivas en la lista Latin Pop Airplay de Billboard. En México y en el mercado latino de EEUU se extrajo como segundo sencillo la canción "Ya Ves" que en septiembre de 1997 ascendió a la posición 17 de la lista Latin Pop Airplay de Billboard.  En Argentina (al igual que en España) el segundo sencillo fue "Negro azabache" que obtuvo un desempeño muy discreto. En gran parte de Latinoamérica el tercer sencillo fue la balada "Algo tienes" con escasa repercusión. Destacar que en algunos países de Latinoamérica "Amor perdido" alcanzó gran popularidad. 

## Lista de temas

### Azabache
| #  | Título                            | Compositor(es)                                         | Duración |
| -- | --------------------------------- | ------------------------------------------------------ | -------- |
| 1  | Moja mi corazón (dueto con Slash) | Levin/Celli/Osorio) producción Nile Rodgers            | 4:54     |
| 2  | Negro azabache                    | Ware/Sawyer/Adaptaciçon al español: C. Toro            | 5:14     |
| 3  | Sexy look                         | Max Di Carlo/Christian de Walden/Marta Sánchez         | 3:52     |
| 4  | Algo tienes                       | Marta Sánchez                                          | 4:22     |
| 5  | Amor perdido                      | Max Di Carlo/Christian de Walden/Carlos Toro           | 4:12     |
| 6  | Ya ves                            | B. Jones/R. Medhurst/R. Smith/ Adapt. Español: C. Toro | 4:17     |
| 7  | Lámpara mágica                    | Rodgers/Levin/Celli) producción Nile Rodgers           | 4:59     |
| 8  | El juego ha terminado             | Viva Marroquin/Carlos Toro/Ludis Sorto/Steve Singer    | 4:00     |
| 9  | Las historias más bonitas         | Max Di Carlo/Christian de Walden/Carlos Toro           | 4:05     |
| 10 | Sólo tú                           | Marta Sánchez/Carlos Toro                              | 3:44     |
| 11 | Y ahora dices que                 | Max Di Carlo/Christian de Walden/Marta Sánchez         | 4:15     |
| 12 | Vuela                             | Max Di Carlo/Ludis Sorto/Carlos Toro                   | 3:48     |

### One step closer
| #  | Título                                   | Compositor(es)                                                                               | Duración |
| -- | ---------------------------------------- | -------------------------------------------------------------------------------------------- | -------- |
| 1  | One step closer (dueto con Slash)        | English version: Darell Spencer/Fernando Osorio/Andres Levin/ producción Nile Rodgers        | 4:55     |
| 2  | If I ever lose this heaven               | Ware/Sawyer                                                                                  | 5:02     |
| 3  | Sexy look                                | Max Di Carlo/Christian de Walden/Marta Sánchez/Adaptación al inglés: Lori Barth              | 3:39     |
| 4  | Vivo por ella (dueto con Andrea Bocelli) | Spanish lyrics: Luis Gómez Escolar/Music: V. Zelli - M. Mengali - G. Panceri                 | 4:23     |
| 5  | Death and you                            | Rafa Legisima/Carlos de France/Adaptación: Neroli McSherry                                   | 4:42     |
| 6  | The game is finally over                 | Viva Marroquin/Carlos Toro Montoro/Ludis Sorto/Steve Singer/Adaptación al inglés: Lori Barth | 3:58     |
| 7  | True devotion                            | Christian de Walden/Max Di Carlo/Lori Barth                                                  | 3:11     |
| 8  | Just forget about it                     | Max Di Carlo/Christian de Walden/Carlos Toro Montoro/Letra en inglés: Lori Barth             | 3:41     |
| 9  | I'll miss you                            | Max Di Carlo/Christian de Walden/Carlos Toro Montoro/Adaptación al inglés: Elizabeth Mehr    | 4:26     |
| 10 | Such a mystery                           | Christian de Walden/Max Di Carlo/Margaret Harris                                             | 4:03     |
| 11 | La belleza                               | Carlos Toro Montoro                                                                          | 3:27     |
| 12 | Moja mi corazón (con Slash)              | Fernando Osorio/Andrés Levin) producción Nile Rodgers                                        | 4:57     |

## Listas
| Lista                                 | Sencillo                                                  | Año  | Posición |
| ------------------------------------- | --------------------------------------------------------- | ---- | -------- |
| Billboard Hot Latin Tracks Lista 1997 | "Vivo Por Ella" (Vivo Per Lei) (Dueto con Andrea Bocelli) | 1998 | 16       |
| Billboard Hot Latin Tracks            | "Moja Mi Corazón"                                         | 1997 | 17       |

## Personal
Para los temas "Moja Mi Corazón" y "Lámpara Mágica"
- Productores: Andrés Levin, Nile Rodgers y Camus Celli
- Guitarra acústica: Raúl Conte
- Guitarra: Slash
- Guitarras: Nile Rodgers
- Bajo: Andy Hess
- Teclados y percusión: C-n-A
- Grabación: en Svuga Le Svuga Cuna y Estudios de Derecho de pista por Gary Tole
- Mezclado en: Estudios camino correcto por la CNA y Nile Rodgers
- Fotografía: J. M. Ferratier
- Estilista: Beatriz Álvarez
- Diseño: Pedro Delgado

Para los temas "Negro Azabache" y "Ya Ves"
- Productores: Robyn Smith y Stephen Budd
- Teclado de programación: Robyn Smith
- Rap ("Ya Ves"): D Sarjant
- Saxo: "Snake" Davis
- Guitarra: Alberto Rutland

Para el resto de las pistas
- Productores: Christian De Walden y Max DiCarlo
- Co-productor e ingeniero: Walter Clissen
- Grabadora y un mezclador: Walter Clissen y Jeff Griffin
- Batería: John Robinson
- Bajo: Bob Glaud
- Acústica del piano: Randy Waldman
- Guitarra: John Hannah y Max DiCarlo
- Teclados y sintetizadores: Max DiCarlo
- Percusión: Efraín Toro
- Saxo: Doug Norwine
- Antecedentes de voces: Thania Sánchez, Vatchy Gisa, Bambi Jones y Jones Brandy